# Церковь Богоявления Господня (Арзамас)
Церковь Богоявления Господня - православный храм в Арзамасе, расположенный на Соборной площади на территории Свято-Николаевского женского монастыря.
Особенностью здания церкви является его двухэтажная планировка. Первый этаж занимают кельи для больных монахинь и больничная церковь, а непосредственно церковь Богоявления Господня расположена на втором этаже. Церковь является одним из зданий, формирующих облик Соборной площади Арзамаса. Недалеко от церкви расположены и другие постройки монастыря, в том числе знаменитые Святые ворота.